# Pennisetum annuum
Pennisetum annuum är en gräsart som beskrevs av Carl Christian Mez. Pennisetum annuum ingår i släktet borstgräs, och familjen gräs. Inga underarter finns listade i Catalogue of Life.